# Louis Nirenberg
Louis Nirenberg (n. 28 februarie 1925, Hamilton, Ontario, Canada – d. 26 ianuarie 2020, New York City, New York, SUA) a fost un matematician american câștigător al Premiului Abel în 2015.